# Espagne aux Jeux olympiques d'été de 1932
L’Espagne participe aux Jeux olympiques d'été pour la cinquième fois, à l’occasion des Jeux olympiques d'été de 1932, à Los Angeles. Elle est représentée par une délégation très réduite de 7 athlètes qui concourent dans 2 sports : Tir et Voile. Les Espagnols rapportent de Los Angeles une médaille de bronze, ce qui leur permet d’intégrer le tableau de médailles en dernière position, ex aequo avec l’Uruguay.

## Les médaillés
| Médaille           | Nom           | Sport | Épreuve           |
| ------------------ | ------------- | ----- | ----------------- |
| Médaille de bronze | Santiago Amat | Voile | Dériveur 12 pieds |

## Sources
- (fr) Bilan de l’Espagne sur le site du Comité international olympique
- (en) Bilan complet de l’Espagne sur le site olympedia.org